# رسم النفل
رسم النفل قرية سوريّة تتبع إداريّاً لمحافظة حلب منطقة السفيرة ناحية خناصر، بلغ تعداد سكانها 1,601 نسمة حسب التعداد السكاني لعام 2004.

## مجزرة رسم النفل
خلال أحداث الثورة السورية، ذكر ناشطون أن 208 شخصا وجدوا مقتولين في القرية واتهموا قوات النظام وعناصر من حزب الله اللبناني ولواء أبي الفضل العباس الموالي للنظام بارتكاب المجزرة يوم 22 حزيران 2013.